# Forcipomyia yamauchii
Forcipomyia yamauchii är en tvåvingeart som beskrevs av Tokunaga 1940. Forcipomyia yamauchii ingår i släktet Forcipomyia och familjen svidknott. Inga underarter finns listade i Catalogue of Life.